# Ian Callaghan
Ian Robert Callaghan, MBE (Liverpool, 1942. április 10. –) angol labdarúgó, a Liverpool FC történetében a legtöbb alkalommal pályára lépett játékos.

## Pályafutása
Ian Callaghan 15 éves volt amikor Liverpool tartalékjaihoz került. Liverpool szurkoló gyerekként, Callaghan 1960. március 28-án csatlakozott a felnőttekhez, és április 16-án már debütálhatott az Anfielden a Bristol Rovers elleni 4-0-s győzelem során, hat nappal a tizennyolcadik születésnapja után. Megkapta gyerekkori hőse Billy Liddell hetes számú mezét. 1961-től kezdve jobbszélsőként Callaghan állandó kezdőjátékos volt csapatban. A csapat 1962-ben a másodosztály bajnokokként feljutott az első-osztályba Bill Shankly vezetésével nyolc év után ismét. Callaghan huszonhárom mérkőzésen játszott a szezonban, első gólját 1961. November 4-én lőtte a Deepdale stadionban a Preston North End ellen a mérkőzés 56. percében.
Az 1962-63-as szezonban, már az első osztályban csak a 8. helyen végeztek, míg a városi rivális Everton lett a bajnok. A következő idény során, 1963-64-ben már a Liverpool nyerte meg a bajnokságot a Manchester United és az Everton előtt. A bajnokságban nyolc góllal zárt, a Blackburnnek, a Wolverhamptonnak, az Aston Villának, a Boltonnak, az Arsenalnak, és a Manchester Unitednak egy gólt lőtt, valamint az Everton ellen kétszer volt eredményes.  Az 1964-65-ös szezonban a Liverpool csak a 7. helyen tudott végezni, azonban az FA-kupát megnyerték a Leeds United elleni döntőben. A rendes játék idő alatt nem esett gól, majd a hosszabbítás 93. percben Hunt góljával megszerezte a vezetést a Pool, hét perccel később Bremner egyenlített. Már úgy tűnt, hogy újrajátszás fog dönteni a kupagyőzelemről, amikor Callaghan beíveléséből St John fejjel talált a kapuba a 113. percben. Ez volt a klub első FA-kupája. A bajnokságban hatszor, az FA-kupában valamint a BEK-ben egyszervolt eredményes.
Az 1965-66-os szezonban ismét bajnokságot nyert, a szezon során öt gólt lőtt. Az 1966-os kupagyőztesek Európa-kupája-döntőjében is játszott a Borussia Dortmund ellen, a mérkőzést a németek nyerték hosszabbítás után 2-1-re a Hampden Parkban. Callaghan és két csapattársa Hunt és Gerry Byrne is tagja volt Alf Ramsey válogatottjának az 1966-os világbajnokságon, melynek Anglia volt a rendezője. Callaghan játszott a franciák elleni csoportmérkőzésen, melyet Anglia 2-0-ra nyert, Callaghan a 76.percben gólpasszt adott Huntnak. Több mérkőzésen nem lépett pályára mert Remsey Alan Ball-t favorizálta. Anglia végül megnyerte a világbajnokságot.
Az 1967–1968-as vásárvárosok kupája kiírásban játszott a Ferencváros ellen is a harmadik forduló mindkét mérkőzésén, a magyar csapat jutott tovább, miután mindkét mérkőzést 1-0-ra megnyerte.
A Liverpool 1971-ben, Callaghannel a szélen bejutott az FA-kupa döntőjébe, ahol azonban 2-1-re kikapott az Arsenaltól a hosszabbításban, pedig még vezettek is Steve Heighway góljával. Az 1972-73-as idényben ismét a Liverpool lett a bajnokság győztese. A szezon végén nyerte első UEFA-kupájáta csapat, a döntőben 3-2-es összesítéssel nyerte az angol csapat a Borussia Mönchengladbach ellen.
1974-ben második FA-kupáját nyerte, a döntőben a Newcastle Unitedet verték 3-0-ra Heighway egy, valamint Kevin Keegan két góljával. Amikor Shankly bejelentette visszavonulását, Ian volt az egyetlen játékos a csapatban aki már régebb óta volt a klubnál mint ő. Szintén 1974-ben Callaghant az angol újságírók az év angliai játékosának választották, megkapta A Brit Birodalom Érdemrendje tagsága fokozatot a labdarúgásnak tett szolgálataiért.
Shankly visszavonulása után a csapat másodedzője Bob Paisley vette át az irányítást. Az 1975-76-os szezonban még 34 évesen is a kezdőjátékosok közé tartozott, megnyerték a bajnokságot és az UEFA-kupa döntőjében is diadalmaskodtak a Club Brugge ellen. A következő idényben ismét bajnokságot és szuperkupát, valamint az első BEK győzelmüket is magukénak tudhatták. Közben újra bekerült a válogatottba, 11 év és 49 nap, valamint 108 válogatott mérkőzés telt el Callaghan második és harmadik válogatott mérkőzése között, mindkettő rekordnak számít Angliában. Ő volt az utolsó játékos aki az 1966-os világbajnok győztes csapatból pályára lépett a nemzeti válogatottban. Az 1977-es UEFA-szuperkupa döntőjében 7-1-es összesítéssel ütötték el a Hamburgot, Callaghan csak a hamburgi mérkőzésen játszott. Az 1978-79-es szezonban megvédték BEK címüket, a döntőben a Kű Lajossal felálló Club Brugget győzték le Kenny Dalglish góljával.
Pályafutása során az egyetlen jelentős hazai trófea amit nem nyert meg a ligakupa volt.
1978 őszén Callaghan végül elhagyta a Liverpoolt, miután 857 mérkőzést játszott az első csapatban, ezalatt 69 gólt szerzett. Csatlakozott korábbi Anfieldi csapattársához John Toshackhoz, aki a Swansea Citynél volt játékosedző. Szintén eltöltött valamennyit időt az Egyesült Államokban is a Fort Lauderdale csapatában a már szintén veterán Gordon Bankssel és George Besttel. Játszott még az ausztrál Canberra City-ben kölcsönben, az ír Cork Unitedben, és bár leigazolta őt a norvég Sandefjord, nem kapott munkavállalási engedélyt, így nem játszott. Végül az angol Crewe Alexandra csapatában fejezte be karrierjét, ahol lejátszotta 88. FA-kupa mérkőzését, amely máig rekord. 1982-ben 39 évesen vonult vissza Achilles-ín sérülés miatt. Utoljára a Halifax Town elleni 2-1-re elvesztett mérkőzésen játszott 1982 március 20-án.
Callaghan, egy igaz úriember, akit kedvelnek és tisztelnek. Neve a klub legnagyobbjai közt van számon, hiszen övé a legtöbb mérkőzés a felnőtt csapatban, 857 alkalommal, a 640 bajnoki mérkőzés szintén rekord, az FA-kupában is 79 meccsel ő a csapat csúcstartója, Jamie Carragher mögött övé a legtöbb európai kupamérkőzés. És Callaghan az egyetlen Liverpool játékos aki a másodosztály megnyerésétől az európai kupákig jutott. Rekordjai minden bizonnyal még sokáig megdönthetetlenek lesznek.
Még mindig gyakori látogatója az Anfieldnek, valamint az Official Liverpool FC Fanclub elnöke. 2006 nyarán a Liverpool szurkolók a klub valaha volt 15. legjobb Pool játékosának választották meg.
Az 1966-os világbajnok csapatból csak a 11 kezdőjátékos kapott érmet a Nyugat-Németország elleni döntő után. Az Angol labdarúgó-szövetség kampányt indított, hogy meggyőzzék FIFA-t, hogy az érmeket a nyertes csapat összes tagja megkaphassa. Callaghan 2009. június 10-én vehette át az aranyérmet Gordon Brown miniszterelnöktől a Downing Street 10.-ben. Callaghan a három angol futballista egyike aki világbajnokságot és BEK-et is nyert, rajta kívül csak a két Manchester United játékosnak Bobby Charltonnak és Nobby Stilesnak van.

## Sikerei, díjai
Liverpool
- Angol bajnok (5): 1963–64, 1965–66, 1972–73, 1975–76, 1976–77
- Másodosztályú bajnok (1): 1961–62
- FA-kupa (2): 1964–65, 1973–74
- Angol szuperkupa (6): 1966, 1974, 1976, 1964, 1965, 1977
- Bajnokokcsapatok Európa-kupája (2): 1976–77, 1977–78
- UEFA-kupa (2): 1972–73, 1975–76
- UEFA-szuperkupa (1): 1977

Swansea City
- Welsh-kupa (1): 1980–81

Anglia
- Labdarúgó-világbajnokság (1): 1966

Egyéni címek
- az év angliai játékosa az újságírók szerint (1): 1974
- A Brit Birodalom Érdemrendje (1): 1974